# Nordmazedonien beim Eurovision Young Musicians
Übertragende Rundfunkanstalt

Erste Teilnahme
1994
Bisher letzte Teilnahme
1994
Anzahl der Teilnahmen
1
Höchste Platzierung
k. A.
Dieser Artikel befasst sich mit der Geschichte Nordmazedoniens als Teilnehmer des Wettbewerbs Eurovision Young Musicians.

## Regelmäßigkeit der Teilnahme und Erfolg im Wettbewerb
Nordmazedonien nahm bisher einmal am Eurovision Young Musicians teil. 1994 wurde die Pianistin Kalina Mrmevska zum Wettbewerb entsandt, wobei sie bereits im Halbfinale ausschied. 1998 zog sich der zuständige Sender Makedonska Radio Televizija (MRT) vom Wettbewerb zurück. Zuletzt äußerte sich der Sender im Jahr 2020 bezüglich einer Teilnahme. Damals hieß es, es gäbe keine Pläne zum Wettbewerb zurückzukehren.

## Liste der Beiträge
Farblegende: – 1. Platz. – 2. Platz. – 3. Platz. – ausgeschieden im Halbfinale/in der Qualifikation. – keine Teilnahme/nicht qualifiziert.
| Jahr                                                                  | Interpret                | Instrument               | Stücke                                 | Platz Finale             | Platz Halbfinale         | Nationale Vorentscheidung |
| --------------------------------------------------------------------- | ------------------------ | ------------------------ | -------------------------------------- | ------------------------ | ------------------------ | ------------------------- |
| 1994                                                                  | Kalina Mrmevska          | Klavier                  | Sonata op.28 No. 3 by Sergei Prokofiev | Ausgeschieden            | k. A. / 15               |                           |
| 1998 2000 2002 2004 2006 2008 2010 2012 2014 2016 2018 2020 2022 2024 | Auf Teilnahme verzichtet | Auf Teilnahme verzichtet | Auf Teilnahme verzichtet               | Auf Teilnahme verzichtet | Auf Teilnahme verzichtet | Auf Teilnahme verzichtet  |